# Canis lupus columbianus
 Canis lupus columbianus és una subespècie extinta del llop (Canis lupus).

## Descripció
- Fou una de les subespècies de llop més grosses de Nord-amèrica amb 36–67,5 kg de pes i 153–178 cm de llargària.
- Presentava un pelatge llarg de color, normalment, negre encara que, sovint, barrejat amb gris o marró.[2]

## Alimentació
Menjava llebres, aus, cèrvids i d'altres ungulats.

## Distribució geogràfica
Es trobava a la Colúmbia Britànica, el Yukon, Alberta i el sud-oest d'Alaska, compartint tot aquest territori amb Canis lupus ligoni i Canis lupus fuscus.

## Extinció
Fou caçat fins a la seva extinció.